# Operação Rösselsprung
A Operação Rösselsprung (em alemão:  Unternehmen Rösselsprung; "Movimento do Cavalo") foi um ataque combinado aéreo e terrestre do XV Corpo de Montanha alemão e forças colaboracionistas ao Quartel-General Supremo dos Partisans Iugoslavos na cidade bósnia de Drvar, no Estado Independente da Croácia, durante a Segunda Guerra Mundial. Foi lançado em 25 de maio de 1944, com o objetivo de capturar ou matar o líder partisan Marechal Josip Broz Tito e destruir o quartel-general, as instalações de apoio e as missões militares aliadas co-localizadas. Está associada à Sétima Ofensiva Inimiga (em servo-croata:  Sedma neprijateljska ofenziva) na história da Iugoslávia, fazendo parte do quadro historiográfico das Sete Ofensivas Inimigas. O ataque aerotransportado em si também é conhecido como Ataque em Drvar (em servo-croata:  Desant na Drvar).
A Operação Rösselsprung foi uma operação de golpe principal, envolvendo ação direta por um ataque combinado de paraquedas e planadores do 500º Batalhão de Paraquedistas SS e uma ligação subsequente planejada com as forças terrestres do XV Corpo de Montanha convergindo para Drvar. O ataque aerotransportado foi precedido por um pesado bombardeio da cidade pela Luftwaffe. As forças terrestres incluíam forças da Guarda Nacional do Estado Independente da Croácia juntamente com os Chetniks colaboracionistas. Tito, o seu principal estado-maior e o pessoal militar aliado escaparam, apesar da sua presença em Drvar no momento do ataque aerotransportado. A feroz resistência partisan na própria cidade e ao longo dos arredores de Drvar contribuiu para o fracasso da missão. Outros fatores incluíram a recusa das agências de inteligência alemãs em partilhar as informações limitadas disponíveis sobre a localização exata de Tito e a falta de planeamento de contingência por parte do comandante da força aerotransportada alemã.

## Prelúdio
Em 6 de abril de 1941, as potências do Eixo invadiram a Iugoslávia de várias direções, subjugando rapidamente o mal preparado Exército Real Iugoslavo, que capitulou 11 dias depois.  No rescaldo da invasão, a Iugoslávia foi dividida entre as potências do Eixo através de uma combinação de anexações e zonas de ocupação. Um estado-fantoche do Eixo conhecido como Estado Independente da Croácia (em servo-croata:  Nezavisna Država Hrvatska, NDH) foi estabelecida no território da atual Croácia e Bósnia e Herzegovina, controlada pelo fascista e ultranacionalista Ustaše. O NDH foi dividido por uma linha de demarcação germano-italiana, conhecida como "Linha de Viena"; os alemães ocuparam as partes norte e nordeste do NDH, e os italianos as seções sul e sudoeste. O NDH implementou imediatamente políticas genocidas contra a população sérvia, judia e cigana do estado-fantoche. 
Após o colapso da Iugoslávia, surgiram grupos armados e, no território do NDH, embora a resistência predominantemente sérvia ao domínio Ustaše inicialmente não estivesse fortemente alinhada com a ideologia, dois grupos principais rapidamente se estabeleceram, os Partisans liderados pelos comunistas e os nacionalistas sérvios Chetniks. Os Partisans foram resolutamente anti-Eixo durante a guerra, mas os Chetniks colaboraram extensivamente com as forças de ocupação italianas guarnecidas no NDH desde meados de 1941, e também com os alemães, especialmente após a capitulação italiana em setembro de 1943. 
As ofensivas do Eixo Fall Weiss e Fall Schwarz nos primeiros seis meses de 1943 causaram reveses significativos para os guerrilheiros; no entanto, em setembro o líder partisan Josip Broz Tito aproveitou a capitulação da Itália e conseguiu aumentar o território sob seu controle e duplicar as suas forças para cerca de 200 mil homens, armando-as com armas italianas capturadas. No final de Novembro, realizou um Congresso Nacional em Jajce, numa área libertada do NDH, durante o qual foi designado Marechal da Iugoslávia e primeiro-ministro. Ele estabeleceu seu quartel-general nas proximidades de Drvar, nos Alpes Dináricos, e suspendeu temporariamente sua tática bem-sucedida de estar constantemente em movimento. Generalfeldmarschall  Maximilian von Weichs, comandante-em-chefe da Wehrmacht no sudeste da Europa, admitiu algumas semanas depois que "Tito é nosso inimigo mais perigoso". 
O quartel-general pessoal de Tito estava inicialmente localizado em uma caverna abaixo de uma cordilheira, cerca de 1km ao norte do centro de Drvar. Abaixo da caverna corria o rio Unac, criando um obstáculo ao movimento entre a cidade e a caverna, e uma linha férrea corria ao longo do cume acima da caverna. Além do quartel-general partisan, várias organizações de apoio, treinamento e juventude partidárias e do Partido Comunista estavam baseadas em Drvar e arredores na época, junto com o Batalhão de Escolta Tito, que era responsável pela segurança pessoal de Tito. As missões militares britânicas e soviéticas junto aos guerrilheiros também estavam estacionadas em aldeias próximas de Drvar, assim como alguns oficiais militares dos Estados Unidos. A missão britânica era chefiada pelo brigadeiro Fitzroy Maclean, que estava em Londres no momento do ataque, e incluía o major Randolph Churchill, filho de Winston Churchill.   Na época da Operação Rösselsprung (em alemão:  Unternehmen Rösselsprung), a missão britânica foi liderada pelo seu segundo em comando, o tenente-coronel Vivian Street. 

### Disposições partidárias em torno de Drvar

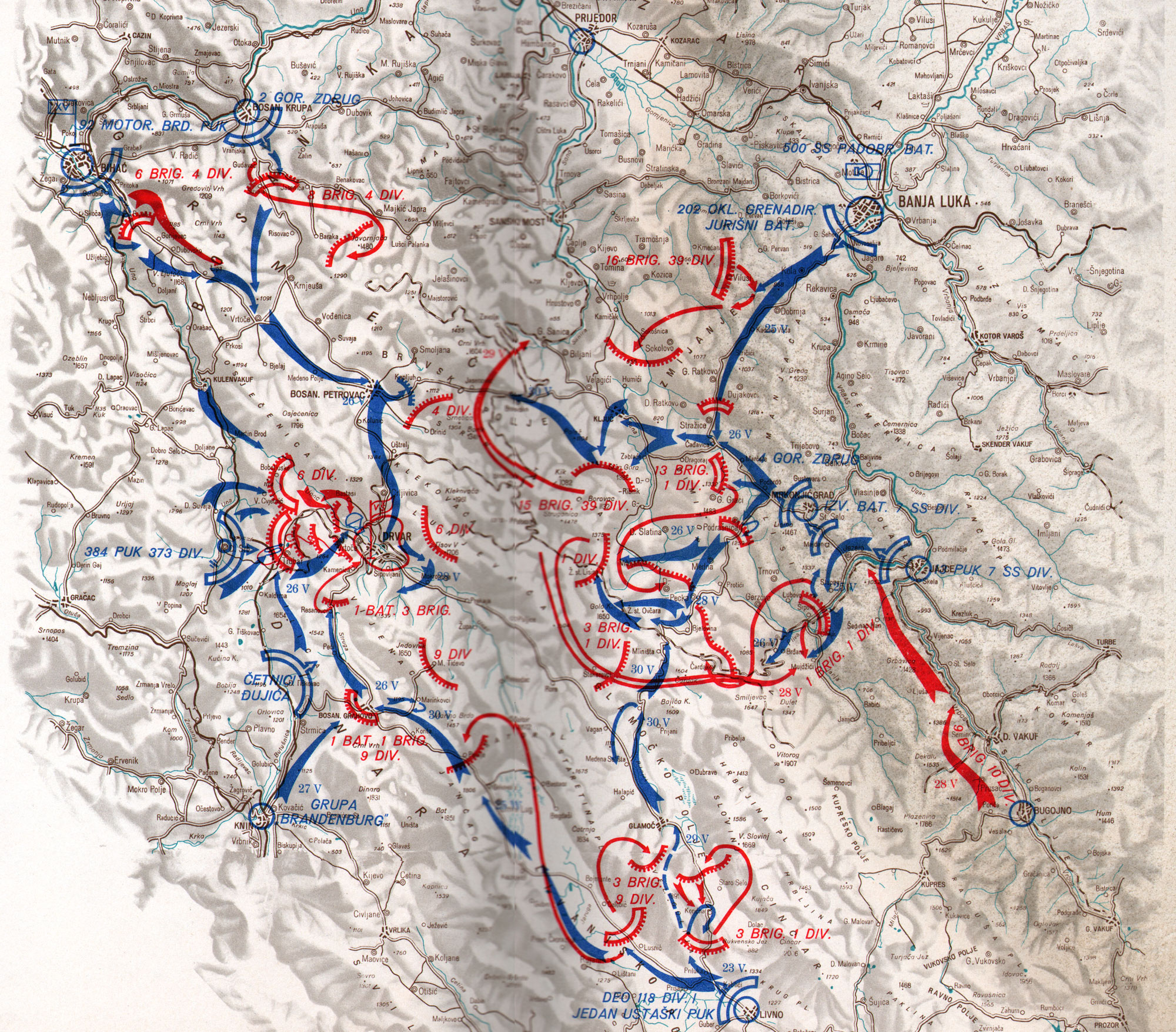
A implantação de forças partidárias em torno de Drvar é mostrada em vermelho, com os movimentos alemães mostrados em azul

Além do quartel-general partisan e organizações relacionadas dentro e ao redor de Drvar, havia entre 12.000 e 16.000 guerrilheiros na área de operações que estariam sujeitos ao ataque terrestre do XV Corpo de Montanha. Perto de Drvar estavam elementos do 1.º Corpo Proletário comandado por Koča Popović; este corpo consistia na elite da 1ª Divisão Proletária e da 6ª Divisão Proletária Lika, sendo o quartel-general do Corpo localizado na aldeia de Mokronoge, 6km a leste de Drvar.  As suas formações subordinadas estavam mais distantes, a 6ª Divisão Proletária Lika a oeste de Drvar, e a 1ª Divisão Proletária implantada na área em torno de Jajce e Mrkonjić Grad, cerca de 50 km (31 mi) a leste de Drvar.  A grande formação partidária mais próxima de Drvar foi a 3ª Brigada Proletária Lika da 6ª Divisão Proletária Lika baseada nas aldeias Resanovci e Trubar, cerca de 10 km (6.2 mi) ao sul e sudoeste de Drvar. 
Na área mais ampla de operações estavam o 5º Corpo Partidário comandado por Slavko Rodić e o 8º Corpo comandado por Vlado Ćetković. O 5º Corpo foi implantado a nordeste e noroeste de Drvar, com quartel-general ao sul da estrada Mrkonjić Grad – Ključ, e o 8º Corpo foi posicionado a sudeste, com quartel-general nas montanhas entre os vales Glamoč e Livno. Importante para a batalha que se aproximava, a 4ª Divisão Krajina do 5º Corpo foi implantada entre Bihać e Bosanski Petrovac.  Duas brigadas da 4ª Divisão Krajina e uma brigada da 39ª Divisão Krajina formaram um arco defensivo ao norte de Drvar, indo de Bihać, passando por Krupa, até Sanski Most.  A 9ª Divisão Dálmata do 8º Corpo foi implantada ao sul entre Livno e Bosansko Grahovo. 

### Inteligência alemã

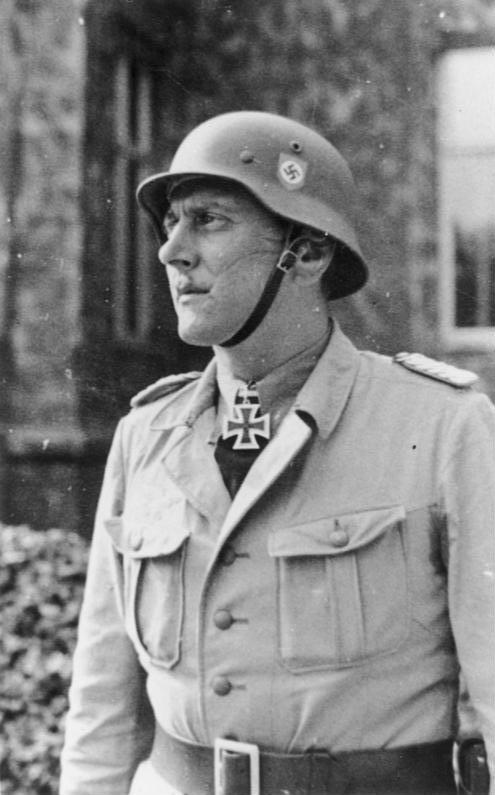
SS-Sturmbannführer Otto Skorzeny aparentemente não repassou informações cruciais sobre a localização da caverna de Tito em Drvar

Três organizações de inteligência alemãs tentaram determinar a localização do quartel-general de Tito e a disposição das forças partisans em Drvar.  A primeira delas foi a Unidade Especial Benesch da Seção II da Abwehr (o serviço de inteligência da Wehrmacht), alguns dos quais estiveram envolvidos na identificação da presença de Tito na cidade de Jajce antes da ofensiva alemã para retomar a cidade. A Unidade Especial Benesch fazia parte da Divisão de Brandemburgo e era composta por alemães étnicos que falavam as línguas locais. A unidade tinha muitos contatos tanto com os Chetniks quanto com a Milícia Ustaše, e vinha rastreando Tito desde outubro de 1943. Leutnant  Kirchner dessa unidade foi responsável por localizar Tito antes da recaptura de Jajce e estabeleceu uma base de patrulha perto de Bosansko Grahovo. Ele chegou muito perto da caverna Drvar e localizou as missões militares aliadas, mas apesar das interceptações de rádio alemãs confirmando que Drvar era o local do quartel-general de Tito, Kirchner não conseguiu identificar a caverna como o local do quartel-general. Kirchner foi designado para o 500º Batalhão de Paraquedistas SS para a operação. 
A segunda organização de inteligência foi a FAT (Tropa de Reconhecimento Frontal) 216 da Seção I da Abwehr. FAT216, comandado pelo Leutnant Zavadil também foi vinculado ao 500º Batalhão de Paraquedistas SS, mas não contribuiu muito para a inteligência usada para planejar o ataque. 
Por ordem de Adolf Hitler, SS-Sturmbannführer  Otto Skorzeny do Sicherheitsdienst (SD, o ramo de inteligência das SS), que comandou a operação para resgatar Mussolini em setembro de 1943, esteve envolvido de forma independente na coleta de informações antes do ataque.  Skorzeny agiu em nome do SD e, após obter informações de um desertor partidário que localizou o quartel-general de Tito na caverna, propôs um plano para infiltrar Drvar com um pequeno grupo de soldados para assassinar Tito.  Skorzeny logo descobriu que o plano para eliminar Tito havia sido comprometido e não tinha mais nada a ver com a operação. Parece que ele não transmitiu as informações úteis que reuniu ao SS-Hauptsturmführer  Kurt Rybka, comandante do 500º Batalhão de Paraquedistas SS, responsável pelo planejamento dos aspectos aéreos críticos da operação.  Em grande parte devido à rivalidade e competição entre forças,  as três organizações não partilharam a informação que recolheram, o que teve um efeito significativo no planeamento táctico e na execução da operação.  Os alemães encontraram documentos falsos que afirmavam que 25 de maio era o aniversário de Tito e, portanto, planejaram o ataque para esse dia. 

### Inteligência partisan
Os Partisans tinham uma rede de inteligência eficaz. Eles já estavam cientes da presença do 500º Batalhão de Paraquedistas SS na Iugoslávia há algum tempo e da ameaça geral de um ataque aerotransportado há mais de seis meses. Eles podem ter tomado conhecimento do isolamento do 500º Batalhão de Pára-quedistas SS ou da concentração de aviões de transporte e planadores em Zagreb e Banja Luka mais de um mês antes da operação. Os guerrilheiros também conseguiram capturar o desertor que Skorzeny interrogou. Como resultado destes primeiros indicadores de um ataque, o quartel-general de Tito foi transferido para outra caverna perto da aldeia de Bastasi, 7km a oeste de Drvar. Tito então usava a caverna Drvar durante o dia, mas voltava para a caverna Bastasi à noite. Como precaução adicional, elementos da 6ª Divisão Proletária de Lika foram transferidos para mais perto de Drvar. 
Em 23 de maio de 1944, um único avião de reconhecimento alemão Fieseler Fi 156 voou várias corridas paralelas para cima e para baixo no vale de Una sobre Drvar por volta de 600m;  atividade consistente com a realização de fotografia aérea.  A aeronave prestou especial atenção às aldeias de Prinavor e Trninić Brijeg, onde estavam localizados a missão militar britânica e o pessoal militar americano. Isto foi observado por Street, o comandante interino da missão militar britânica, que presumiu que se tratava de um bombardeio e aconselhou Tito e os americanos. Como resultado, ambas as missões aliadas mudaram suas localizações. 
Apesar das informações recebidas e das observações feitas pelos britânicos, os guerrilheiros parecem ter sido bastante complacentes com a ameaça; O chefe de gabinete de Tito, Arso Jovanović, jurou que “um ataque alemão era impossível”. O indicador mais óbvio de que Tito não tinha conhecimento do ataque iminente é o facto de ter permanecido na gruta de Drvar durante a noite de 24 de Maio, após uma celebração, em vez de regressar a Bastasi. 
Através das interceptações Ultra do tráfego de sinais alemão, os britânicos tomaram conhecimento de que os alemães estavam planejando uma operação com o codinome "Rösselsprung". Contudo, as informações disponíveis não incluíam o local onde a operação ocorreria ou quais poderiam ser os seus objetivos. 

## Planejamento
Após a coleta de informações, o planejamento de alto nível para a operação começou em 6 de maio de 1944, depois que von Weichs emitiu suas ordens iniciais. Hitler deu sua aprovação aos planos finais de von Weichs em 21 de maio.  A ordem para o XV Corpo de Montanha foi emitida pelo Generaloberst  Lothar Rendulic, comandante do 2º Exército Panzer, no mesmo dia, deixando apenas três dias para preparação. General der Infanterie  Ernst von Leyser, comandante do XV Corpo de Montanha com sede em Knin, foi responsável pela condução da operação.  As forças terrestres do XV Corpo de Montanha de von Leyser foram significativamente reforçadas pelo Grupo de Exércitos F, pelo 2º Exército Panzer e pelas reservas do V Corpo de Montanha SS. Esses reforços incluíam duas companhias panzer, os batalhões de reconhecimento da 1ª Divisão de Montanha (o 54º Batalhão de Reconhecimento de Montanha) e da 369ª Divisão de Infantaria (croata), e a maior parte da 7ª Divisão de Montanha Voluntária SS Prinz Eugen.  O número total de tropas alemãs alocadas para a operação foi de cerca de 16.000 homens. 
Em linhas gerais, o plano do XV Mountain Corps era para um pesado bombardeio aéreo de posições partidárias dentro e ao redor de Drvar por aeronaves da Luftwaffe, seguido por um ataque de paraquedas e planadores pelo 500º Batalhão de Pára-quedas SS que tinha a tarefa de capturar ou matar Tito e destruir seu quartel general. O ataque também incluiu tarefas para capturar ou destruir as missões militares aliadas aos guerrilheiros. No mesmo dia, elementos terrestres do XV Corpo de Montanha convergiriam para Drvar para se unirem ao 500º Batalhão de Paraquedistas SS.  Uma pequena aeronave de reconhecimento foi encarregada de voar até Drvar após sua captura para recuperar Tito ou seu corpo. 

### 500º Batalhão de Paraquedas SS
Rybka recebeu um esboço da operação em 20 de maio e mais detalhes no dia seguinte. Ele percebeu que os planadores e aeronaves de transporte seriam insuficientes para que todo o 500º Batalhão de Pára-quedistas SS fosse entregue a Drvar de uma só vez, então elaborou um plano envolvendo duas ondas. A primeira onda de 654 soldados conduziria o ataque às 07h00 e uma segunda onda de 220 soldados seguiria cerca de cinco horas depois. Criticamente, a informação que lhe foi dada sobre a suspeita localização do quartel-general de Tito (codinome "Cidadela") foi que ele estava dentro ou perto de um cemitério em terreno elevado a sudoeste do centro de Drvar, quase 2km da caverna da sede real de Tito. Isto teria efeitos de longo alcance no planeamento e execução do ataque. 
O plano de Rybka para a primeira onda previa a inserção de 314 soldados pára-quedistas em três grupos (Vermelho, Verde e Azul) para proteger a cidade, e outros 354 soldados em seis grupos de assalto transportados por planadores para realizar tarefas específicas. As tarefas do grupo transportado por planador foram: 

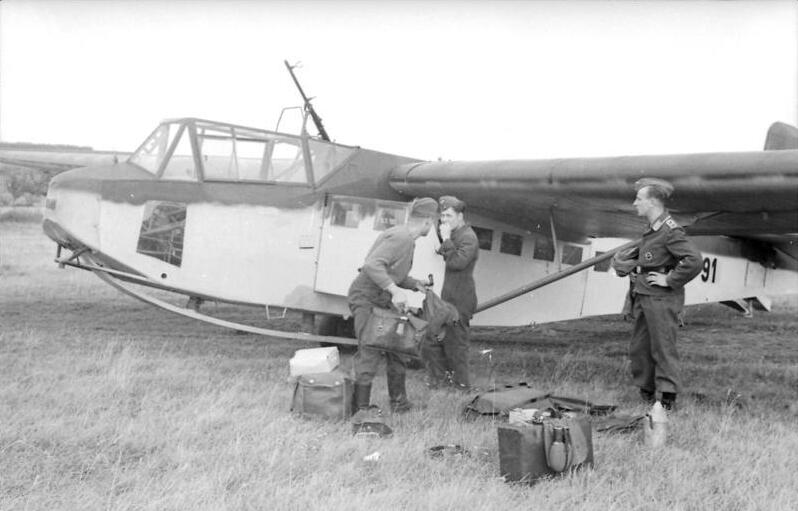
Planador Luftwaffe DFS230 usado para inserção de tropas durante a Operação Rösselsprung

- Grupo Panther (110 soldados) – capture a “Cidadela” e destrua o quartel-general de Tito – para pousar no cemitério
- Grupo Greifer (40 soldados) – destruir a missão militar britânica na aldeia de Prnjavor, 2 km ao sul de Drvar, na estrada para Bosansko Grahovo
- Grupo Stürmer (50 soldados) – destruir a missão militar soviética entre o centro de Drvar e o rio Unac
- Grupo Brecher (50 soldados) – destruir a missão militar americana na vila de Trninić Brijeg, 2 km ao sul do centro de Drvar
- Grupo Draufgänger (70 soldados, incluindo membros da Divisão de Brandemburgo, o oficial da Abwehr, Tenente Zavadil e alguns Chetniks colaboracionistas) - capturar a encruzilhada (codinome "Cruz Ocidental") imediatamente a oeste de Drvar, incluindo uma instalação de comunicações suspeita nas proximidades
- Grupo Beißer (20 soldados) – capturar uma estação de rádio avançada ao sul de Prnjavor e depois ajudar o Grupo Greifer

A segunda leva de 220 soldados baseados na companhia de treinamento do 500º Batalhão de Paraquedas SS deveria entrar de paraquedas ao meio-dia. 
Rybka não parece ter planejado quaisquer contingências significativas, como erros na inteligência sobre a localização do quartel-general de Tito. Seu único plano de contingência conhecido era disparar um sinalizador vermelho para ordenar que todas as forças disponíveis convergissem para sua posição para tarefas subsequentes. 
Em 22 de maio de 1944, o 500º Batalhão de Paraquedistas SS foi transportado para os campos de aviação de Nagy-Betskerek (Zrenjanin), Zagreb e Banja Luka, vestido com uniformes da Wehrmacht por razões de segurança. As tropas só foram informadas sobre a operação algumas horas antes de seu lançamento. Eles então se conectaram com suas aeronaves de transporte, incluindo os planadores Luftwaffe DFS230 de dez homens que levariam as tropas transportadas por planadores até seus objetivos. Em 24 de maio, todos os preparativos para o ataque aerotransportado estavam concluídos. 

### Forças terrestres
O plano para as forças terrestres do XV Corpo de Montanha de von Leyser era de nove ataques separados, mas coordenados, em direção à área de Drvar-Bosanski Petrovac de todas as direções. Os agrupamentos e tarefas foram: 
- O 384º Regimento de Infantaria da 373ª Divisão de Infantaria (croata) (legionários croatas), [37] com elementos da 2ª Companhia do 202º Batalhão Panzer, [38] referido como Kampfgruppe Willam depois de seu comandante, Oberst [Nota 6] Willam deveria avançar para o leste às 05:00 da vila de Srb em direção a Drvar. Kampfgruppe Willam teve a responsabilidade principal de assumir o comando do 500º Batalhão de Paraquedistas SS em Drvar em 25 de maio, e então atacaria na direção de Bosanski Petrovac.
- Um grupo de batalhão da 373ª Divisão de Infantaria (croata) deveria partir às 05:00 de Lapac e seguir para o leste através de Kulen Vakuf para capturar o cruzamento em Vrtoče. Se necessário, eles deveriam avançar para noroeste em direção a Bihać para abrir a estrada.
- O 92º Regimento Motorizado, com o 54º Batalhão de Reconhecimento (da 1ª Divisão de Montanha), o 55º Batalhão de Pioneiros (da 1ª Divisão Cossaca), [39] a 468ª Companhia de Carros Blindados, [40] e um grupo regimental da 2ª Croata A Brigada de Infantaria Leve deveria avançar para sudeste de Bihać e Bosanska Krupa às 05:00 através de Vrtoče para capturar Bosanski Petrovac o mais rápido possível, destruir os Partidários naquele local e ocupar o campo de aviação Partidário e as instalações de abastecimento. Depois de capturar Bosanski Petrovac, elementos deveriam ser enviados em direção a Drvar para evitar a retirada dos guerrilheiros ao longo daquela estrada e para se unir ao 500º Batalhão de Pára-quedistas SS em Drvar.
- Um grupo regimental da 7ª Divisão SS deveria avançar para oeste a partir da área de Mrkonjić Grad, romper a resistência partidária a leste de Sana e então avançar em uma frente ampla para bloquear rotas de fuga a leste de Drvar. Parte deste grupo deveria avançar a partir de Jajce ao longo da linha férrea e das estradas através de Savici para alcançar o seu objectivo, a área em torno da central eléctrica de Mliniste.
- Um Kampfgruppe Panzergrenadier Sturmbattalion ad hoc consistindo de oficiais cadetes, [41] com a 1ª Companhia do 202º Batalhão Panzer, [40] sob o comando da 7ª Divisão SS, deveria avançar de Banja Luka em direção a Ključ para tomar o ponto de passagem através do Sana utilizado pelos guerrilheiros.
- O 105º Batalhão de Reconhecimento SS com uma companhia panzer adicional deveria avançar de Livno e ocupar quaisquer instalações de abastecimento partidárias no Vale de Livno, e evitar qualquer retirada partidária para o sul de Drvar, atacando através de Bosansko Grahovo em direção a Drvar.
- O 369º Batalhão de Reconhecimento da 369ª Divisão de Infantaria (croata) (legionários croatas), sob o comando do 105º Batalhão de Reconhecimento SS, deveria avançar de Livno até o Vale Glamoč contra as forças partidárias que se retiravam de Drvar para o sudeste.
- O 1º Regimento da Divisão de Brandemburgo, juntamente com a Divisão colaboracionista Chetnik Dinara de Momčilo Đujić, [42] deveriam avançar de Knin em direção a Bosansko Grahovo e conduzir operações especiais contra os partisans na área de Prekaja-Drvar.

## Operação

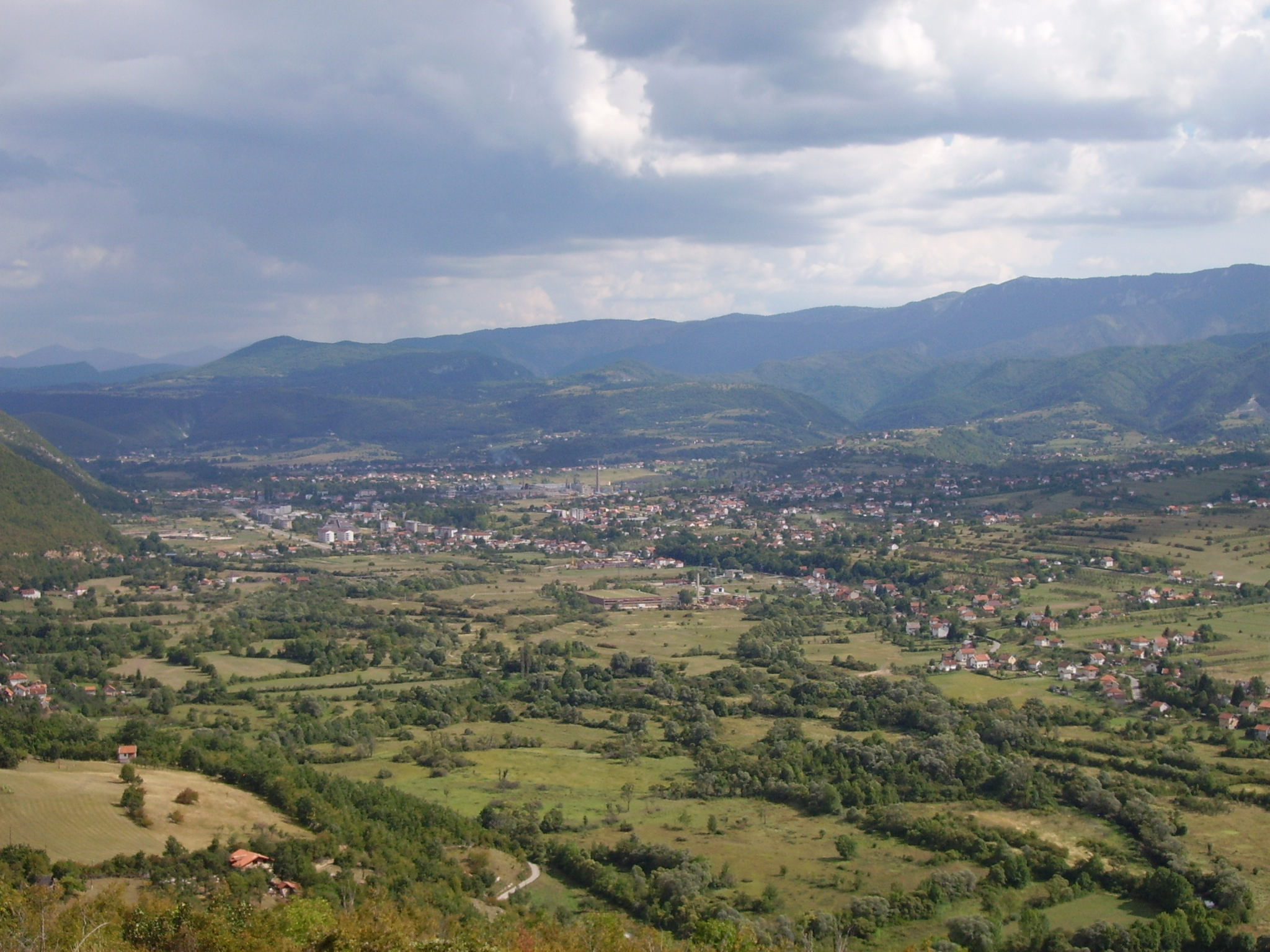
Vista de Drvar em 2007

A ofensiva começou às 05h00 do dia 25 de maio de 1944, com o avanço das forças terrestres a partir das suas áreas de reunião em torno das áreas operacionais atribuídas. Por volta das 06h35, cinco esquadrões de bombardeiros da Luftwaffe, incluindo Junkers Ju 87 Stuka bombardeiros de mergulho, começaram a bombardear alvos dentro de Drvar e Bosanski Petrovac. Um total de 440 surtidas foram realizadas naquele dia.  

### Ataque aerotransportado e resposta inicial
O 500º Batalhão de Paraquedistas SS começou a saltar de paraquedas e planar sobre seus objetivos às 07:00, a maioria dos paraquedistas e pilotos de planador conseguiram pousar relativamente perto de seus alvos, apesar da fumaça e poeira do bombardeio. Alguns planadores pousaram significativamente fora do curso, incluindo um que pousou em frente à caverna Bastasi 7km a oeste de Drvar, e vários que desembarcaram em uma localidade chamada Vrtoče perto de Drvar (não confundir com Vrtoče entre Bihać e Petrovac, que estava no eixo de avanço do 92º Regimento Motorizado). Os ocupantes do planador que pousou em Bastasi foram imediatamente mortos por membros do Batalhão de Escolta Tito que guardavam a caverna, e os ocupantes dos planadores em Vrtoče tiveram que abrir caminho em direção a Drvar.  Após o pouso, a primeira leva do 500º Batalhão de Pára-quedistas SS rapidamente ganhou o controle de Drvar. 
O Grupo Panther apoiado pelo Grupo Vermelho superou a resistência mínima no cemitério e Rybka estabeleceu seu quartel-general atrás dos muros do cemitério, mas não havia sinal de Tito ou de seu quartel-general. O Grupo Greifer e o Grupo Brecher também não tiveram sucesso, pois os grupos britânicos e americanos se mudaram após o reconhecimento aéreo em 23 de maio. Partes do Grupo Stürmer pousaram seus planadores em um campo imediatamente ao sul da caverna Drvar e foram atacados por membros do Batalhão de Escolta Tito no terreno elevado na área da caverna. O Grupo Draufgänger pousou seus planadores na "Cruz Ocidental" e depois atacou um prédio que acreditavam ser o centro de comunicações Partisan. O prédio era na verdade o escritório do Comitê Central do Partido Comunista da Iugoslávia, que resistiu fanaticamente até que o prédio foi demolido com cargas satchel. Tanto o Grupo Azul como o Grupo Verde, constituído por tropas pára-quedistas que desembarcaram na parte oriental de Drvar, onde vivia a maior parte da população, também travaram combates intensos. A Liga da Juventude Comunista da Iugoslávia acabara de concluir uma conferência em Drvar e muitos dos delegados ainda estavam na cidade. Muitos jovens pegaram todas as armas que puderam obter e começaram a lutar contra os paraquedistas que tentavam estabelecer um cordão de isolamento no lado leste da cidade.
Cerca de 2km mais a leste, na estrada para Mokronoge, havia uma escola de treinamento de oficiais partidários com cerca de 130 alunos. Ao ouvir os combates vindos da direção de Drvar, os estudantes marcharam para oeste, inicialmente armados apenas com pistolas e alguns rifles. Eles se dividiram em dois grupos, um grupo menor que cruzou o Unac e avançou para oeste ao longo da linha férrea no cume que levava à caverna de Tito, e um grupo maior que coletou armas e munições de vários recipientes perdidos de equipamento alemão lançados de pára-quedas. O grupo maior de estudantes atacou os Grupos Verde e Azul pelo leste por volta das 8h, sofrendo graves baixas, mas manteve pressão contínua no flanco alemão. Por volta das 09h00, os alemães já tinham assegurado Drvar em grande parte, e as tropas disponíveis foram de casa em casa, armadas com fotografias de Tito, interrogando brutalmente os civis que conseguiam encontrar. Logo após o início, Rybka percebeu que a resistência partidária estava concentrada ao norte, nas proximidades da caverna. Ele, portanto, disparou o sinalizador vermelho para reunir suas tropas para um ataque naquela direção. 

### Ataque à caverna de Tito e contra-ataque partisan

Sede da caverna de Tito em 1990

Por volta das 10h30, Rybka lançou um ataque frontal através do Unac apoiado por pelo menos uma metralhadora MG42 disparando na boca da caverna. Os alemães chegaram à base do morro, a cinquenta metros da caverna, mas sofreram graves baixas no ataque. Eles também estavam com pouca água.  Antes deste ataque, Tito e cerca de 20 funcionários refugiaram-se na caverna. 
Enquanto Rybka reunia suas tropas para este ataque, as forças partidárias vizinhas foram levadas em direção a Drvar. Três batalhões da 3ª Brigada Proletária Lika da 6ª Divisão Proletária Lika aproximaram-se pelo sudeste. Um batalhão atacou a posição alemã no cemitério enquanto os outros dois se viraram para atacar os alemães pelo oeste. 
Por volta das 11h15, após a derrota do primeiro ataque de Rybka, Tito e o pequeno grupo reunido com ele escaparam da caverna.  Havia uma plataforma na entrada da caverna, e eles desceram por uma corda através de um alçapão na plataforma, embora o pânico demonstrado pela amante de Tito, Davorjanka Paunović (codinome "Zdenka") e seu cachorro Tigar causou alguns atrasos. O grupo se dividiu e seguindo um riacho que saía do Unac, os pequenos grupos subiram as alturas a leste e retiraram-se em direção à aldeia de Potoci. 

### Segundo ataque e retirada alemã
A segunda leva de tropas pára-quedistas foi lançada em dois grupos a oeste do cemitério por volta do meio-dia. A zona de lançamento ficava dentro dos campos de fogo dos guerrilheiros a oeste de Drvar, e os paraquedistas sofreram muitas baixas durante o lançamento. Coletando o restante, Rybka montou um segundo ataque, mas a pressão em seus flancos era muito forte e o ataque falhou novamente. Os combates continuaram durante toda a tarde, com ambos os lados sofrendo pesadas baixas. 
No final da tarde, Rybka ordenou que suas forças se retirassem para a área do cemitério onde formou um perímetro defensivo. Durante a retirada, pelo menos um grupo de soldados foi isolado e morto. Por volta das 18h, Rybka foi ferido por uma explosão de granada e mais tarde foi evacuado com outras vítimas na aeronave leve destinada a levar Tito após sua captura. Quase ao mesmo tempo, o seu homólogo partidário em Drvar, Milan Šijan, comandante da 3ª Brigada Proletária Lika, também foi ferido por tiros de metralhadora alemã.  Pelas 21h30, os alemães consolidaram a sua posição no cemitério, embora estivessem completamente cercados pelos guerrilheiros. Durante a noite, a 3ª Brigada Proletária Lika atacou o cemitério, com o 1º Batalhão da 3ª Brigada da 9ª Divisão Dálmata reforçando o assalto. Às 03h30 do dia 26 de maio, o último ataque partidário foi lançado contra o cemitério, rompendo os muros em vários lugares, mas os pára-quedistas resistiram. 

### Ataque da força terrestre e retirada partisan

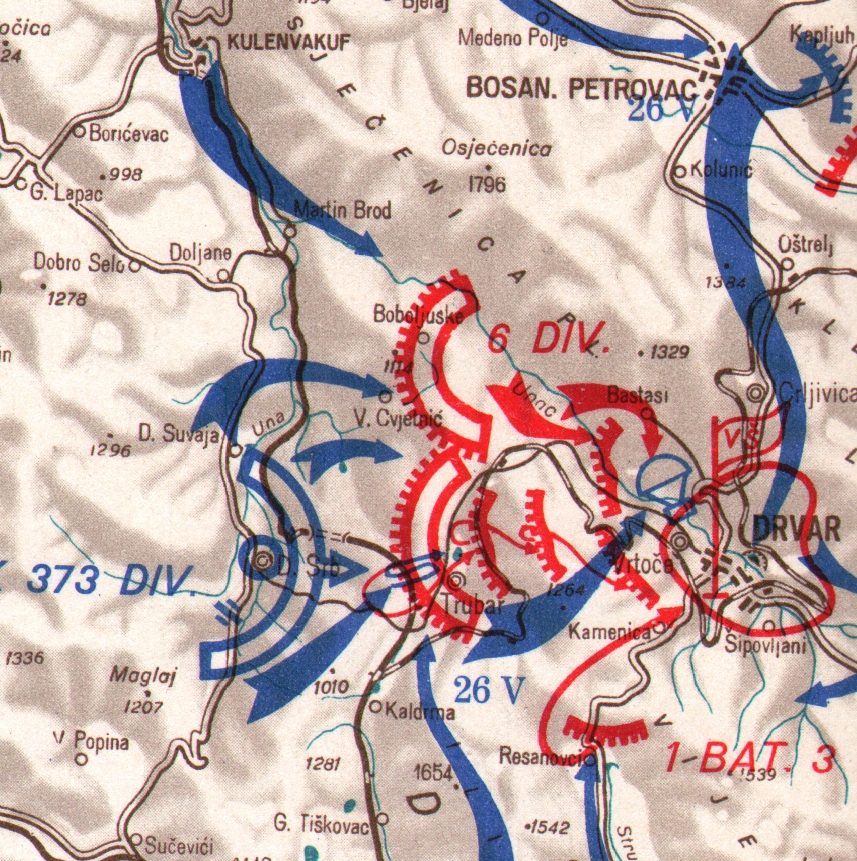
O ataque do Kampfgruppe Willam em 25 de maio de 1944

Embora sua força total tenha sido estimada em 185.500 homens no final de maio de 1944,  o 2º Exército Panzer não foi capaz de reunir mais de 16.000 soldados para a Operação Rösselsprung devido à crescente atividade partidária em todo o país. Os alemães tiveram que contar com forças especiais e táticas aprimoradas.  Os guerrilheiros defenderam o território que controlavam com demolições e mineração significativas de estradas. Os bloqueios de estradas eram ocupados por patrulhas e destacamentos menores, cuja tarefa era conter o inimigo até a chegada de reforços.  Durante a Operação Rösselsprung, os alemães tornaram essas táticas ineficazes ao combinar colunas motorizadas fortes e rápidas com apoio pioneiro adequado. Esta combinação foi especialmente bem sucedida para a coluna liderada pelo 92º Regimento Motorizado.  A segunda inovação tática alemã foi o emprego de cinco batalhões de reconhecimento para operações independentes nas profundezas do território controlado pelos Partidários. 

#### 25 de maio
Ao longo de 25 de maio, as forças terrestres do XV Corpo de Montanha não foram capazes de avançar tão rapidamente quanto planejado. Houve resistência inesperada do 1º Proletário Partidário, 5º e 8º Corpos ao longo de seus eixos de avanço, e houve comunicação e coordenação muito fracas entre as colunas. As forças terrestres também foram submetidas a ataques aéreos aliados do vice-marechal William Elliot da Força Aérea dos Balcãs ao longo do dia, convocados pela missão britânica usando seu rádio sobrevivente.    

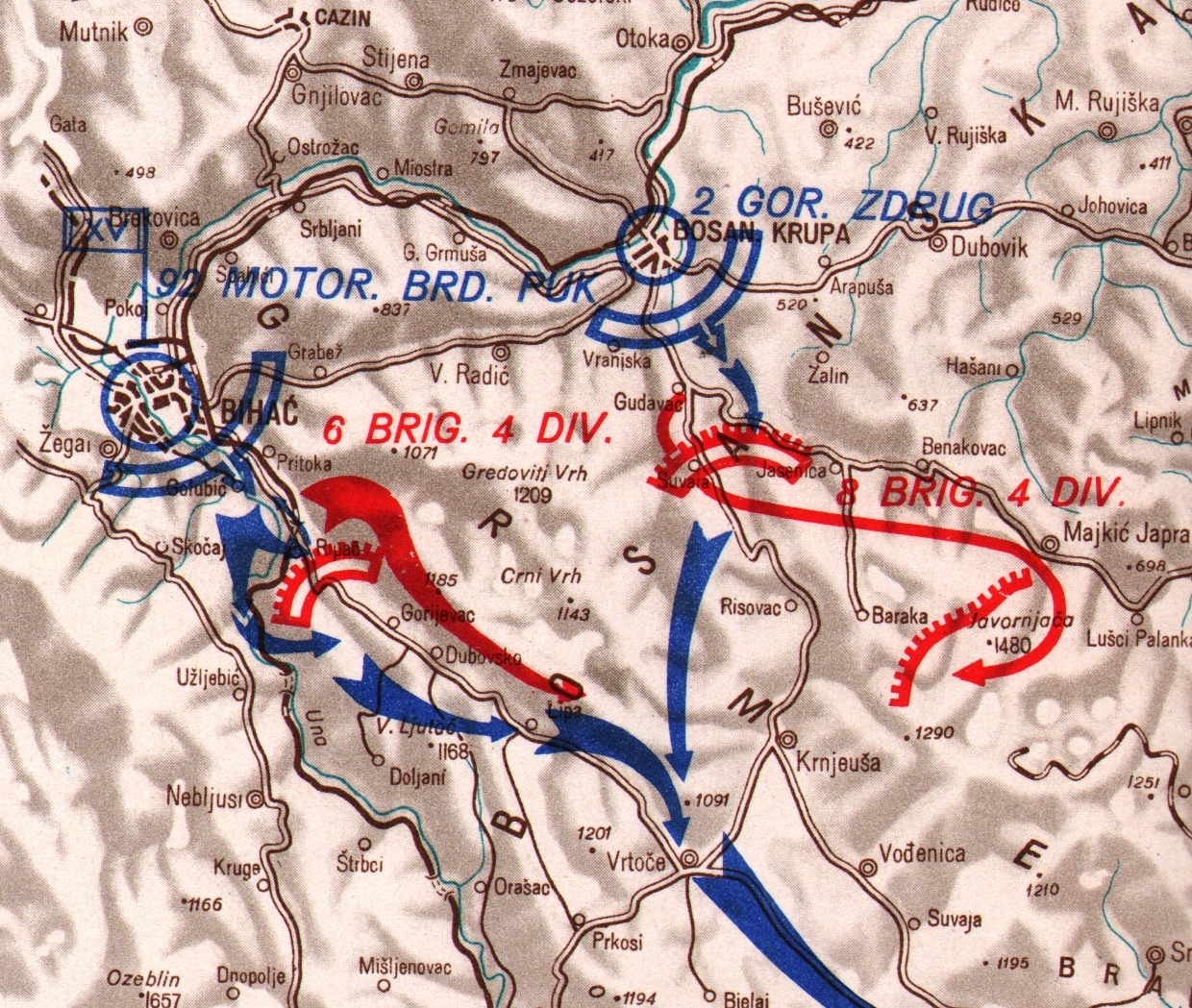
O ataque do 92º Regimento Motorizado Kampfgruppe em 25 de maio de 1944

Às 05h00 do dia 25 de maio, Kampfgruppe Willam iniciou seu ataque a partir de Srb na direção leste, com o objetivo de cobrir os 20km para Drvar o mais rápido possível. Encontrou resistência organizada da 2ª Brigada Proletária Lika da 6ª Divisão Proletária Lika. Após um dia de combates, os alemães capturaram Trubar, mas não conseguiram superar as defesas das colinas a leste da vila. Reconhecendo a importância do  tarefa, o comandante da 373ª Divisão, Generalleutnant  Eduard Aldrian,  ordenou que o grupo de batalhão da 373ª Divisão abandonasse seu avanço de Lapac para Martin Brod e reforçasse Kampfgruppe Willam em vez de.   A brigada restante da 6ª Divisão Proletária de Lika, a 1ª Brigada de Choque Proletária de Lika, foi implantada ao norte ao longo do rio Una. A 2ª Brigada Proletária de Lika solicitou assistência da 1ª Brigada de Choque Proletária de Lika, mas o quartel-general da divisão ordenou que enviasse reforços para Drvar. Às 21h00, o 3º Batalhão da 2ª Brigada Proletária Lika lançou um contra-ataque local bem-sucedido à vanguarda do Kampfgruppe Willam, separando-o do corpo principal. Willam então decidiu interromper o avanço e colocar as unidades restantes na defesa total. Às 22h25, Aldrian ordenou que ele retomasse o ataque, mas Willam relatou que isso era impossível devido à perda de contato com suas próprias unidades. 
O 92º Regimento Motorizado Kampfgruppe consistia em duas colunas, uma coluna ocidental baseada no 92º Regimento Motorizado e uma coluna oriental consistindo no 54º Batalhão de Reconhecimento e no 1º Regimento Jäger da Guarda Interna da 2ª Brigada de Infantaria Leve Croata. A coluna ocidental avançou para sudeste de Bihać e encontrou resistência da 6ª Brigada Krajina da 4ª Divisão Krajina. No final do dia, a coluna ocidental alcançou Vrtoče, a meio caminho entre Bihać e Bosanski Petrovac. Totalmente motorizado, utilizou a sua mobilidade para superar os guerrilheiros, contornando as suas principais posições defensivas a oeste, desempenhando os pioneiros cossacos um papel importante na manutenção da coluna em movimento.   A coluna oriental iniciou o seu avanço a partir de Bosanska Krupa, com o objetivo de estabelecer contacto com a coluna ocidental em Vrtoče. Avançou 10km antes de ser detido pelas defesas da 8ª Brigada Krajina da 4ª Divisão Krajina.  

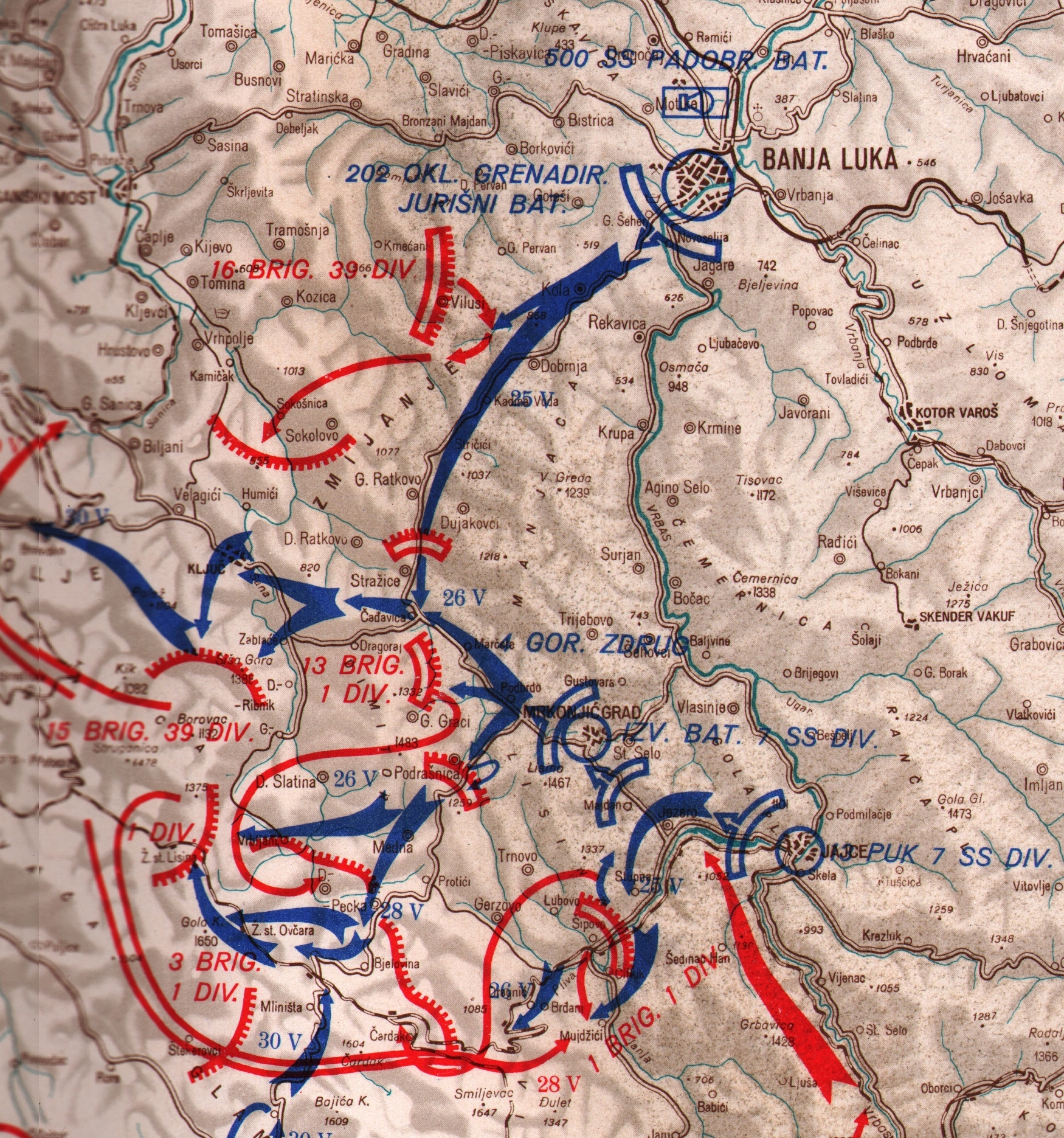
O ataque por elementos da 7ª Divisão SS em 25 de maio de 1944

As forças comandadas pela 7ª Divisão SS foram organizadas em colunas norte, central e sul. A coluna norte consistia no Kampfgruppe Panzergrenadier Sturmbattalion e incluiu uma companhia de tanques. Moveu-se rapidamente para sudoeste a partir de seu ponto inicial perto de Banja Luka e alcançou Čađavica (em um cruzamento a meio caminho entre Mrkonjić Grad e Ključ) na noite de 25 de maio, afastando a 16ª Brigada Krajina da 39ª Divisão Krajina implantada no flanco direito do seu eixo de avanço. O rápido avanço significou que a 13ª Brigada Krajina da 39ª Divisão Krajina foi incapaz de organizar uma defesa eficaz. A 39ª Divisão Krajina ordenou então que a 13ª Brigada Krajina bloqueasse a estrada de Čađavica a Ključ para evitar a perda de Ključ, mas apenas um batalhão da brigada conseguiu chegar a essa posição na madrugada de 26 de maio.  
A coluna central consistia no 7º Batalhão de Reconhecimento SS reforçado com uma bateria de canhões autopropelidos, que tinha uma tarefa especial: atacar a partir de Mrkonjić Grad, penetrar profundamente na retaguarda dos Partidários e destruir o QG do 5º Corpo Partidário. em Ribnik. Apesar de ter apenas dois batalhões na área (o terceiro enfrentava Kampfgruppe Panzergrenadier Sturmbattalion em Čađavica), a 13ª Brigada Proletária conseguiu conter este ataque.    A coluna sul foi baseada no 13º Regimento de Montanha SS, reforçado pelo I Batalhão do 7º Regimento de Artilharia de Montanha SS e alguns Chetniks. Esta coluna lançou o seu ataque a partir da área de Jajce e tinha a tarefa de chegar a Mliništa (20km ao sul de Ključ). Às 17h20, o II Batalhão do 13º Regimento de Montanha SS havia tomado Šipovo, mas qualquer avanço adicional foi interrompido pelas defesas da 1ª Brigada Proletária.  

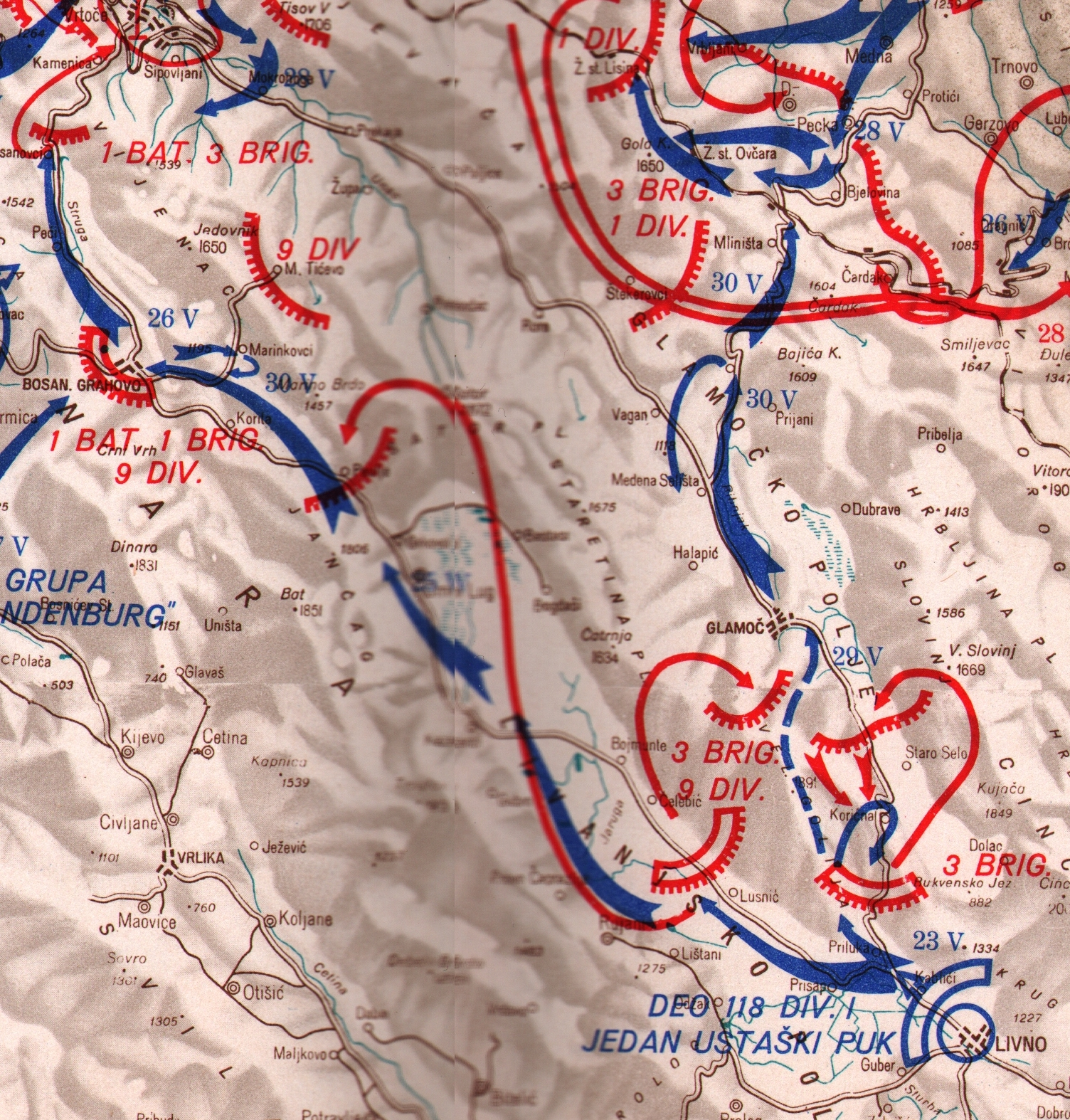
O ataque dos 369º e 105º Batalhões de Reconhecimento SS de Livno em 25 de maio de 1944

Os alemães implantaram duas colunas para atacar ao norte de Livno. O 369º Batalhão de Reconhecimento com cerca de 200 homens da 6ª Brigada Ustaša avançou em direção a Glamoč, e o 105º Batalhão de Reconhecimento SS com uma companhia panzer avançou na direção de Bosansko Grahovo. Às 16h do dia 25 de maio de 1944, a coluna do 369º Batalhão de Reconhecimento alcançou a vila de Han-Vrbe, cerca de 5km de Bosansko Grahovo. Nesse momento, foi atacado pelo 2º Batalhão da 3ª Brigada Krajina e foi forçado a recuar. Durante a retirada, esta coluna foi atacada por mais dois batalhões da 3ª Brigada Krajina e foi empurrada de volta à sua linha de partida em Livno, com pesadas perdas. Um relatório preliminar alemão estimou suas perdas em 50,  mas a 3ª Brigada Krajina estimou as perdas alemãs em 191 mortos e feridos.   A coluna do 105º Batalhão de Reconhecimento SS superou a resistência das unidades partidárias locais e dos 1º e 4º Batalhões da 13ª Brigada Dálmata, e no final do dia havia alcançado Crni Lug, cerca de 20km de Bosansko Grahovo. À noite, a 13ª Brigada Dálmata recebeu ordem de marchar em direção a Tičevo e Drvar para reforçar as forças partidárias naquela área.  
O 1º Regimento da Divisão de Brandemburgo, reforçado por uma companhia pioneira da 373ª Divisão de Infantaria (croata) e da Divisão Chetnik Dinara, atacou ao longo do eixo Knin-Bosansko Grahovo, empurrou para trás o Destacamento Partidário Grahovo-Peulje local e no final de o dia alcançou posições cerca de 5km além de Strmica. 
Escoltado por elementos da 3ª Brigada Krajina, Tito dirigiu-se a Potoci, onde foi recebido por um batalhão da 1ª Brigada Proletária.  Em Potoci, foram recebidos pelo pessoal das missões militares aliadas. O oficial de sinalização da missão britânica trouxera o único rádio sobrevivente.  Inicialmente, Tito havia sido a favor da continuação do ataque aos paraquedistas SS, mas após reavaliar a situação, cancelou novos ataques. Como a intenção alemã de cercar o Comando Supremo numa pequena área em torno de Drvar com unidades que se aproximavam e depois destruí-lo com forças terrestres já se tinha tornado aparente, era necessária uma séria reorganização das disposições partidárias.  Depois que as tropas alemãs foram observadas na área de Potoci, Tito e seus companheiros foram escoltados em direção a Kupres. 
O 2º Exército Panzer monitorava a operação de perto. O relatório de uma tropa especial, enviada para a retaguarda dos guerrilheiros com a ajuda de chetniks disfarçados vários dias antes, atraiu atenção especial de Rendulic. Segundo este relatório, recebido no final do dia 25 de Maio, Tito encontrava-se na zona de Potoci, a meio caminho entre Drvar e Ribnik. Rendulic ordenou ao comandante da 7ª Divisão SS que formasse imediatamente um destacamento especial forte, com a missão de se infiltrar atrás das linhas Partidárias para matar Tito e destruir o Comando Supremo Partidário. O destacamento foi formado na noite de 25 para 26 de maio pela 11ª Companhia do 13º Regimento SS, vários pioneiros e um grupo de pessoal especialmente treinado da Divisão de Brandemburgo. Como o destacamento não conseguiu penetrar no território partidário naquela noite, tentou novamente na noite seguinte. 

#### 26–27 de maio
Por volta das 05h00 do dia 26 de maio, uma formação de caça-bombardeiro da Luftwaffe enfrentou as tropas partidárias que se retiravam de Drvar.  A coluna ocidental do 92º Regimento Motorizado Kampfgruppe recebeu ordens de ajudar a coluna oriental, destacando uma companhia panzer reforçada de Vrtoče.  
Na manhã de 26 de maio, as colunas alemãs avançando de Bihać em direção a Ključ, e de Livno e Knin em direção a Bosansko Grahovo, superaram as unidades partidárias em seu caminho e continuaram seu avanço enfrentando pouca resistência. O 92º Regimento de Granadeiros Motorizados, avançando de Vrtoče, tomou Bosanski Petrovac sem luta por volta das 08h00. Ele continuou sua marcha para Drvar e substituiu o 500º Batalhão de Pára-quedas SS às 12h45.  Kampfgruppe Willam estabeleceu contato de rádio com o 500º Batalhão SS por volta das 07h00 e às 17h00 entrou em Drvar via Kamenica.   O 105º Batalhão de Reconhecimento SS chegou a Bosansko Grahovo às 10h30, onde se juntou ao 1º Regimento da Divisão de Brandemburgo às 16h00. Kampfgruppe Panzergrenadier Sturmbattalion entrou em Ključ às 14h15. 
No setor oriental, a linha de defesa partidária ainda resistia. Durante os dias 26 e 27 de maio, a 7ª Divisão SS continuou a exercer forte pressão sobre a 1ª Divisão Proletária no alto Vale do Rio Sana, mas não conseguiu um avanço decisivo. No final de 27 de maio, a linha de frente havia se estabilizado ao norte e ao sul de Ribnik.   Após a derrota sofrida no dia anterior, a coluna do 369º Batalhão de Reconhecimento não retomou o avanço em direção a Glamoč no dia 26. 
Em 26 de Maio, devido à situação em rápida mudança e às dificuldades de comunicação, surgiu uma certa confusão em ambos os lados. Fora de contato com o quartel-general do corpo, a 4ª Divisão Krajina continuou a reter duas brigadas ao longo da estrada Bihać-Bosanski Petrovac, embora o 92º Regimento Motorizado já tivesse passado por esta rota e em sua retaguarda. A estrada Bosanski Petrovac-Ključ, extremamente importante, ao sul, foi deixada desprotegida, colocando em perigo Tito e o Quartel-General Supremo Partisan enquanto eles fugiam de Drvar. 
O XV Corpo de Montanha não conseguiu reconhecer e explorar essas falhas nas implantações partidárias. Depois que o 500º Batalhão de Pára-quedistas foi substituído, o XV Corpo de Montanha ordenou que as unidades na área de Drvar se dispersassem. O 92º Regimento Motorizado com todas as unidades subordinadas recebeu ordem de retornar ao norte e atacar as brigadas da 4ª Divisão Krajina no Monte Grmeč, para garantir a principal estrada de abastecimento de Bihać a Bosanski Petrovac; esta ação, de codinome "Grmeč", estava programada para começar na manhã de 27 de maio. A 373ª Divisão com o recém-subordinado 1º Regimento da Divisão de Brandemburgo recebeu ordens de conduzir uma operação de varredura e destruição na área ao sul e sudeste de Drvar; esta operação recebeu o codinome "Vijenac" e ocorreria simultaneamente com a "Operação Grmeč".  A 9ª Divisão Dálmata conseguiu repelir todos os ataques em 27 de maio, empurrando os Brandenburgers e os Chetniks de volta para Bosansko Grahovo.  Em 27 de maio, a coluna do 369º Batalhão de Reconhecimento tentou novamente avançar sobre Glamoč, mas sem sucesso. 
Insatisfeito com o desenvolvimento da operação até este ponto, Rendulic cancelou as operações "Grmeč" e "Vijenac" na tarde de 27 de maio e ordenou que von Leyser movesse todas as unidades de volta às suas posições iniciais para um ataque concêntrico à área onde Tito e acredita-se que dois quartéis-generais do corpo partidário (1º Proletário e 5º) estejam localizados. O ataque estava programado para começar na manhã de 28 de maio. Rendulic também enviou o 105º Batalhão de Reconhecimento SS para a área de Livno-Glamoč, que ficou aberta pela derrota do ataque do 369º Batalhão de Reconhecimento. 
Tito, seu estado-maior e sua escolta continuaram em direção a Kupres, viajando a pé e a cavalo, bem como nos vagões de uma ferrovia madeireira de bitola estreita. Durante esta jornada, um dos membros da missão soviética foi ferido por um bombardeio. 

## Consequências

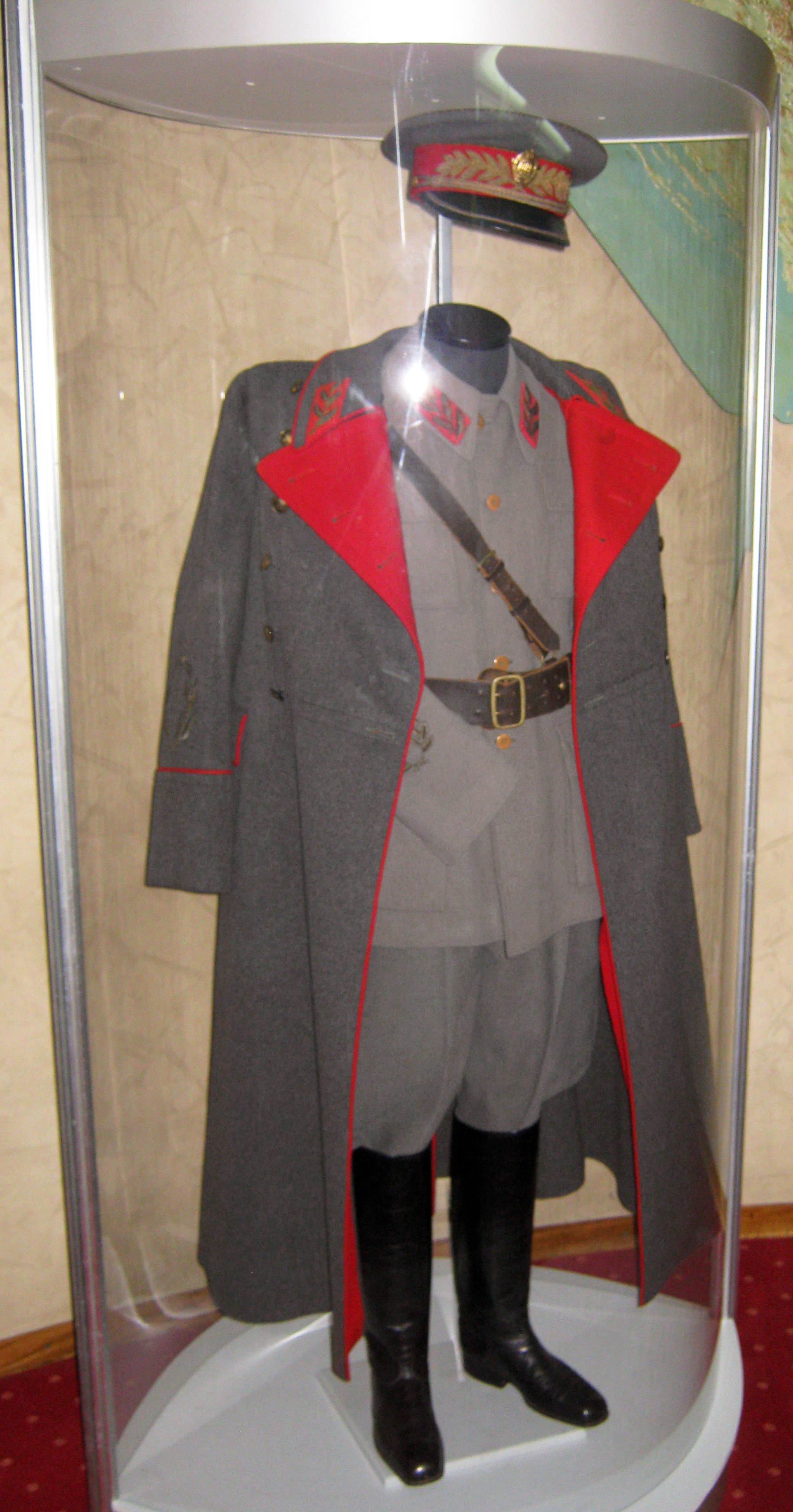
Embora não tenham conseguido capturar Tito, os alemães encontraram seu uniforme de marechal em Drvar e mais tarde o exibiram em Viena.

Ao longo da fuga, a missão britânica conseguiu manter contacto com o seu quartel-general por rádio e continuou a pedir apoio da Força Aérea dos Balcãs contra as formações alemãs que participavam na Operação Rösselsprung e as aeronaves da Luftwaffe nos céus da Iugoslávia. Isto incluiu mais de mil surtidas. Um dispendioso ataque terrestre também foi lançado por uma força combinada de guerrilheiros, britânicos e dos Estados Unidos na ilha de Brač, controlada pelos alemães. Com o codinome "Operação Flounced",  o ataque foi montado na ilha de Vis, controlada pelos britânicos, mais adiante, no Mar Adriático, na noite de 1/2 de junho. Os combates continuaram até 3 de junho de 1944 e resultaram no reforço da ilha por mais 1.900 soldados alemães.  Após três dias de combates, as forças combinadas retornaram a Vis. Os guerrilheiros sofreram perdas de 67 mortos, 308 feridos e 14 desaparecidos, e as unidades aliadas sofreram 60 mortos, 74 feridos e 20 desaparecidos,  com o comandante, tenente-coronel Jack Churchill, sendo capturado pelos alemães. 
Após seis dias fugindo dos alemães, o líder da missão soviética, o tenente-general Nikolai Vasilevich Korneev, que havia perdido uma perna na Batalha de Stalingrado, sugeriu uma evacuação aérea de Tito e da missão soviética e esta foi ampliada por Street para incluir o festa inteira. Após três dias de deliberação, Tito concordou em 3 de junho e Street organizou a evacuação na mesma noite de um campo de aviação operado pela RAF perto da cidade de Kupres. Sete aeronaves Douglas C-47 Skytrain, uma com tripulação soviética e as restantes com tripulações americanas, transportaram Tito e seu partido, as missões aliadas e 118 guerrilheiros feridos para Bari, na Itália.   No final de 6 de junho, Tito foi entregue pelo destróier de escolta da Marinha Real HMS Blackmore para Vis, onde restabeleceu seu quartel-general e foi acompanhado pelas missões aliadas.   O Ministro das Relações Exteriores soviético, Vyacheslav Molotov, acreditava que os britânicos sabiam mais sobre o ataque do que alegavam, com base na ausência tanto de Maclean quanto de Churchill de Drvar no momento do ataque. Em 28 de maio, ele enviou uma mensagem a Korneev detalhando suas suspeitas. 
Embora a sede de Tito, juntamente com várias outras organizações partidárias, tenha sido temporariamente interrompida e funcionários importantes tenham sido perdidos durante a operação, todas as organizações partidárias foram rapidamente realocadas e retomaram as operações. Drvar voltou ao controle partidário poucas semanas após a operação.  A operação foi um fracasso,  pois Tito, o seu principal estado-maior e o pessoal militar aliado escaparam, apesar da sua presença em Drvar no momento do ataque aerotransportado. A operação falhou devido a vários fatores, incluindo a resistência partidária na própria cidade e ao longo dos acessos a Drvar. O fracasso das agências de inteligência alemãs em partilhar as informações limitadas disponíveis sobre a localização exacta de Tito também contribuiu para o fracasso dos alemães, e esta falta de partilha de informações foi agravada pela falta de planeamento de contingência por parte do comandante da força aerotransportada alemã. 
O 500º Batalhão de Paraquedistas SS foi dizimado durante a Operação Rösselsprung, sofrendo 576 mortos e 48 feridos.  Apenas 200 soldados do batalhão estavam aptos para lutar na manhã de 26 de maio. Continuou durante o resto da guerra como a única unidade de paraquedas da SS, embora seu nome tenha sido posteriormente alterado para 600º Batalhão de Paraquedas da SS. A Operação Rösselsprung foi sua única operação de combate com paraquedas. 
De acordo com um relatório alemão, as tropas terrestres do XV Corpo de Montanha sofreram 213 mortos, 881 feridos e 51 desaparecidos durante a Operação Rösselsprung.  O mesmo relatório afirmou que 6.000 guerrilheiros foram mortos.  O comandante da 7ª Divisão SS, SS-Brigadeführer und Generalmajor der Waffen-SS  Otto Kumm afirmou que as perdas partidárias incluíram 1.916 confirmados e outros 1.400 mortos estimados, e 161 feitos prisioneiros. Kumm também afirmou que seis aeronaves aliadas foram abatidas durante a operação.  De acordo com uma fonte partidária, as perdas totais foram de 399 mortos, 479 feridos e pelo menos 85 desaparecidos. Desse total, as baixas sofridas nos combates com o 500º Batalhão de Pára-quedistas SS em Drvar totalizaram 179 mortos, 63 feridos e 19 desaparecidos.  Em última análise, de acordo com o historiador da inteligência Ralph Bennett, "[o] significado a longo prazo do ataque a Drvar foi simplesmente o fracasso." 
Embora Tito tenha nascido em 7 de maio, depois de se tornar presidente da República Popular Federal da Iugoslávia, ele comemorou seu aniversário em 25 de maio para marcar o atentado malsucedido contra sua vida. 

## Mídia
A Operação Rösselsprung foi retratada no filme partisan de 1963 Desant na Drvar dirigido por Fadil Hadžić. 

#### Livros
- Cornis–Pope, Marcel; Neubauer, John (2010). History of the Literary Cultures of East–Central Europe: Junctures and Disjunctures in the 19th and 20th Centuries: Types and Stereotypes. 4. Philadelphia, Pennsylvania: John Benjamins Publishing Company. ISBN 978-90-272-3458-2. Cópia arquivada em 16 Abr 2021
- Čaušević, Izudin (1981). Osma krajiška NOU brigada [8th Krajina NOU Brigade]. Belgrade, Yugoslavia: Vojnoizdavački zavod. OCLC 442235572. Cópia arquivada em 26 Jul 2020
- Damjanović, Branko; Popović, Savo (1985). Šesta krajiška narodnooslobodilačka udarna brigada [6th Krajina People's Liberation Shock Brigade]. Belgrade, Yugoslavia: Vojnoizdavački zavod. OCLC 440342453. Cópia arquivada em 26 Jul 2020
- Dimitrijević, Bojan; Savić, Dragan (2011). Oklopne jedinice na jugoslovenskom ratištu 1941–1945 [Armored Units on Yugoslav Battleground 1941–1945]. Belgrade, Serbia: Institut za savremenu istoriju. ISBN 978-86-74-03154-4. Cópia arquivada em 25 Jul 2014
- Ferenca, Ivo (1975). Partizani južne Dalmacije (Trinaesta južnodalmatinska narodnooslobodilačka udarna brigada) [Partisans of Southern Dalmatia (13th South-Dalmatian Peoples' Liberation Shock Brigade)]. Belgrade, Yugoslavia: Narodna armija. OCLC 747335872
- Geografski institut JNA (1952). «Neprijateljski Napad na Drvar (25 Maja 1944 godine)» [Enemy Attack (Drvar of 25 May 1944)]. Istorijski atlas oslobodilačkog rata naroda Jugoslavije [Historical Atlas of the Yugoslav Peoples Liberation War]. Belgrade, Yugoslavia: Vojnoistorijski institut JNA [Military History Institute of the JNA]. Cópia arquivada em 23 Fev 2014
- Greentree, David (2012). Knight's Move: The Hunt for Marshal Tito – 1944. Oxford, United Kingdom: Osprey Publishing. ISBN 978-1-78096-461-4
- Hoare, Marko Attila (2006). Genocide and Resistance in Hitler's Bosnia: The Partisans and the Chetniks 1941–1943. New York, New York: Oxford University Press. ISBN 978-0-19-726380-8
- Krstić, Sava (1991). Treća Lička Proleterska Brigada : sećanja boraca [3rd Lika Proletarian Brigade: Combatants' Memories]. Belgrade, Yugoslavia: Sekcija Boraca 3. Ličke Brigade. OCLC 165642391. Cópia arquivada em 28 Jul 2014
- Kumm, Otto (1995). Prinz Eugen: The History of the 7. SS-Mountain Division "Prinz Eugen". Winnipeg, Manitoba: J.J. Fedorowicz Publishing. ISBN 978-0-921991-29-8
- Milazzo, Matteo J. (1975). The Chetnik Movement & the Yugoslav Resistance. Baltimore, Maryland: Johns Hopkins University Press. ISBN 978-0-8018-1589-8
- Odić, Slavko (1981). Desant na Drvar [Landing at Drvar] (em servo-croata). Belgrade, Yugoslavia: Vojnoistorijski institut. OCLC 8169786. Cópia arquivada em 19 Fev 2014
- Orlović, Ðorde (1990). Šesta lička proleterska divizija "Nikola Tesla" [6th Lika Proletarian Division "Nikola Tesla"]. Belgrade, Yugoslavia: Vojnoizdavački i Novinski Centar. OCLC 36623868. Cópia arquivada em 5 Mar 2014
- Pavlowitch, Stevan K. (2007). Hitler's New Disorder: The Second World War in Yugoslavia. New York, New York: Columbia University Press. ISBN 978-1-85065-895-5
- Popović, Jovo; Lolić, Marko; Latas, Branko (1988). Pop izdaje (vojvoda Momčilo Ðujić) [Priest of Treason (Vojvoda Momčilo Ðujić)] (em servo-croata). Zagreb, Yugoslavia: Stvarnost. ISBN 978-86-70-75039-5. Cópia arquivada em 14 Set 2014
- Pribilović, Kažimir (1988). Četvrti pomorski obalni sektor mornarice narodnooslobodilačke vojske Jugoslavije : 1943–1945 [Fourth Naval and Littoral Sector of the Navy of the National Liberation Army of Yugoslavia : 1943–1945] (em servo-croata). Belgrade, Yugoslavia: Vojnoizdavački i novinski centar. OCLC 439783556. Cópia arquivada em 15 Jul 2014
- Radošević, Todor (1984). Trinaesta proleterska brigada "Rade Končar" [13th Proletarian Brigade "Rade Končar"]. Belgrade, Yugoslavia: Vojnoizdavački zavod. OCLC 17722637. Cópia arquivada em 5 Mar 2014
- Ramet, Sabrina P. (2006). The Three Yugoslavias: State-Building and Legitimation, 1918–2005. Bloomington, Indiana: Indiana University Press. ISBN 978-0-253-34656-8
- Rendulic, Lothar (1952). Gekämpft, Gesiegt, Geschlagen [Fought, Won, Defeated] (em alemão). Heidelberg, Germany: Verlag Weisermühl. OCLC 3788216. Cópia arquivada em 5 March 2014 Verifique data em: |arquivodata= (ajuda)
- Roberts, Walter R. (1987). Tito, Mihailović and the Allies: 1941–1945. New Brunswick, New Jersey: Duke University Press. ISBN 978-0-8223-0773-0. Cópia arquivada em 3 Mar 2016
- Schmider, Klaus (2002). Partisanenkrieg in Jugoslawien 1941–1944 [Partisan War in Yugoslavia 1941–1944] (em alemão). Hamburg, Germany: Mittler. ISBN 978-3-8132-0794-1
- Schraml, Franz (1962). Kriegsschauplatz Kroatien die deutsch-kroatischen Legions-Divisionen: 369., 373., 392. Inf.-Div. (kroat.) ihre Ausbildungs- und Ersatzformationen [The Croatian Theatre of War: German-Croatian Legion Divisions: the 369th, 373rd and 392nd (Croatian) Infantry Divisions and their Training and Replacement Units] (em alemão). Neckargemünd, West Germany: K. Vowinckel. OCLC 4215438
- Stein, George H. (1984) [1966]. The Waffen SS: Hitler's Elite Guard at War, 1939–45. Ithaca, New York: Cornell University Press. ISBN 978-0-8014-9275-4
- Trikić, Savo (1987). Treća krajiška proleterska brigada [3rd Krajina Proletarian Brigade]. Belgrade, Yugoslavia: Vojnoizdavački i novinski centar. OCLC 28007913. Cópia arquivada em 15 Mar 2015
- Vinterhalter, Vilko (1972). In the Path of Tito... Tunbridge Wells, England: Abacus Press. ISBN 978-0-85626-011-7
- Volkov, Vladimir (1997). «The Soviet Leadership and Southeastern Europe». In:  Naimark, Norman M.; Gibianskiĭ, Leonid. The Establishment of Communist Regimes in Eastern Europe, 1944–1949. Boulder, Colorado: Westview Press. pp. 55–72. ISBN 978-0-8133-3534-6
- Vuksanović, Miloš (1981). Prva proleterska brigada [1st Proletarian Brigade]. Belgrade, Yugoslavia: Narodna knjiga. OCLC 442929562. Cópia arquivada em 14 Mar 2015
- Zorić, Milan N. (1968). Trinaesta krajiška brigada [13th Krajina Brigade]. Belgrade, Yugoslavia: Vojnoizdavački zavod. OCLC 16764241. Cópia arquivada em 2 Out 2020

#### Jornais
- Bennett, Ralph (Abr 1987). «Knight's Move at Drvar: Ultra and the Attempt on Tito's Life, 25 May 1944». SAGE Publications. Journal of Contemporary History. 22 (2): 195–208. doi:10.1177/002200948702200201
- Eyre, Wayne (2006). «Operation Rösselsprung and the Elimination of Tito, May 25, 1944: A Failure in Planning and Intelligence Support». Routledge. The Journal of Slavic Military Studies. 19 (2): 343–376. doi:10.1080/13518040600697969
- McConville, Michael (1997). «Knight's move in Bosnia and the British rescue of Tito: 1944». The Royal United Services Institute. The Royal United Services Institute Journal. 142 (6): 61–69. doi:10.1080/03071849708446212
- Melson, Charles D. (2000). «Red Sun: A German airborne Raid, May 1944». Routledge. The Journal of Slavic Military Studies. 13 (4): 101–126. doi:10.1080/13518040008430462